# Pico de Orizaba
Pico de Orizaba, hoặc Citlaltépetl (từ tiếng Nahuatl citlal (in) = ngôi sao, và tepētl = núi), là một núi lửa tầng, ngọn núi cao nhất ở Mexico và cao thứ ba ở Bắc Mỹ. Núi cao 5.636 mét (18.491 foot) trên mực nước biển ở phía đông của vành đai núi lửa xuyên México, trên biên giới giữa các bang Veracruz, Puebla. Núi lửa hiện đang không hoạt động nhưng không tuyệt chủng với đợt phun trào cuối cùng diễn ra trong thế kỷ 19. Nó là núi lửa có nổi bật thứ nhì thế giới sau núi Kilimanjaro của châu Phi.